# QF 3 pounder Hotchkiss
Die QF 3 pounder Hotchkiss oder Canon Hotchkiss à tir rapide de 47 mm war ein vom französischen Hersteller Hotchkiss et Cie entwickeltes Schiffsgeschütz zur Abwehr von schnellen gegnerischen Schiffseinheiten wie zum Beispiel den damals gerade aufkommenden Torpedobooten. Das Geschütz wurde auf vielen Kriegsschiffen vor und während des Ersten Weltkrieges als Schnellfeuergeschütz zur Torpedobootabwehr verwendet. Obwohl die Kanone schon zu Beginn des Ersten Weltkrieges veraltet war, wurde sie noch bis weit in den Zweiten Weltkrieg hinein verwendet, u. a. als Küstenartilleriegeschütz und im Objektschutz.

## Entwicklungsgeschichte und Einsatz

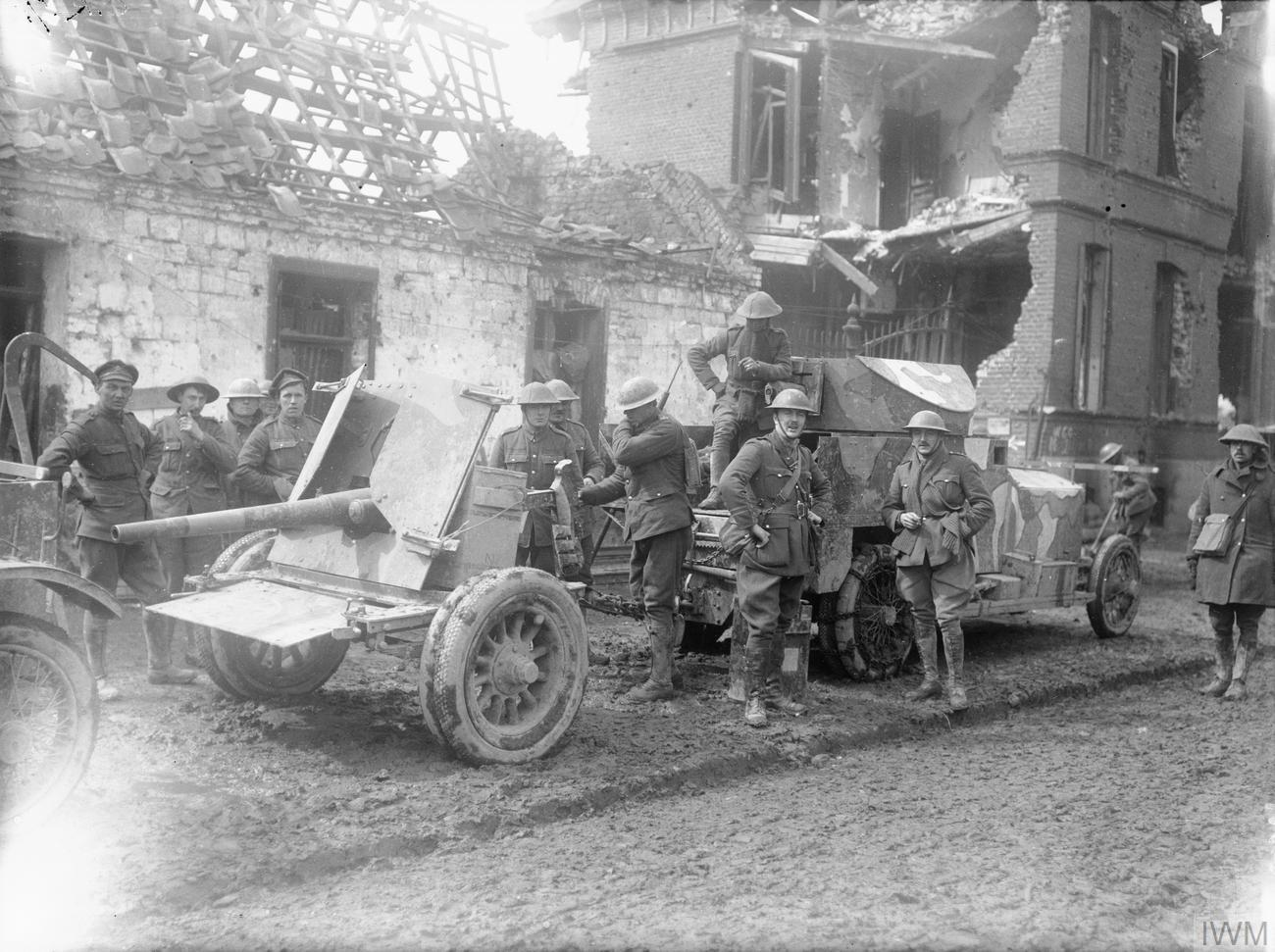
3 pdr Hotchkiss gun 1917

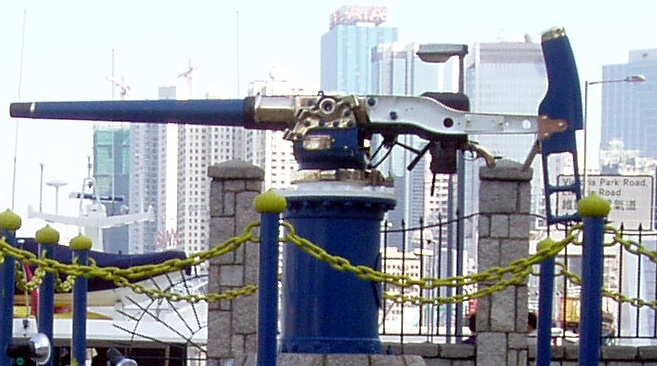
Noon-day Gun Hong Kong

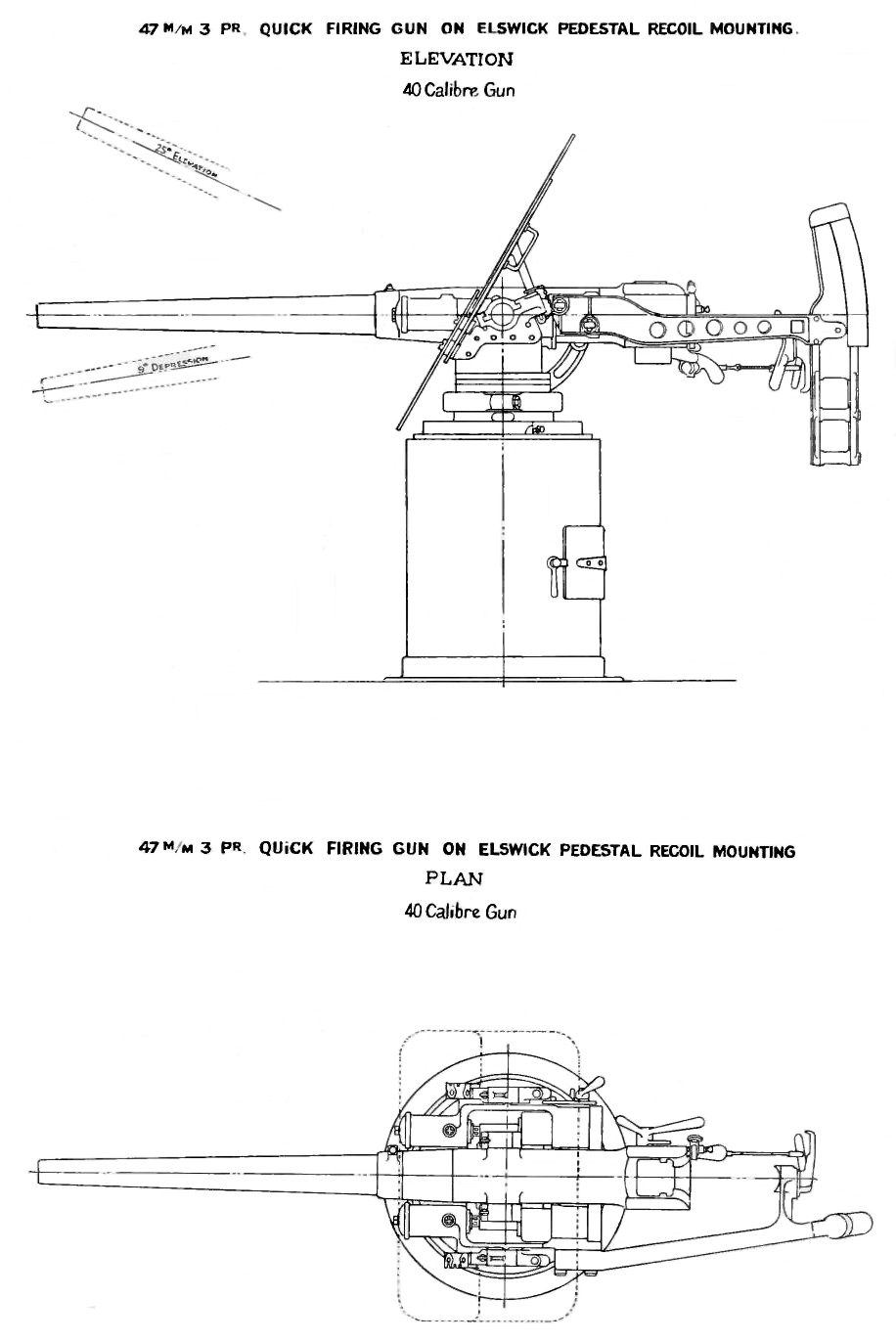
QF 47 mm gun auf Elswick pedestal recoil mounting (diagram)

Bedingt durch die Entwicklung kleiner schneller Kriegsschiffseinheiten wie den Torpedobooten und Zerstörern entwickelte der französische Hersteller Hotchkiss die Canon Hotchkiss à tir rapide de 47 mm. Diese Waffe wurde von der Royal Navy und von der Marine nationale akzeptiert und erstmals 1886 auf Kriegsschiffen montiert. Weitere Verwender der Kanone waren die United States Navy auf den Schlachtschiffen der Maine-Klasse und die Kaiserlich Russische Marine. Da die Kanone schon zu Beginn des Ersten Weltkrieges veraltet war, wurde sie ab 1914 durch die leistungsstärkere Ordnance QF 3 pounder Vickers ersetzt und von allen schweren Einheiten der Royal Navy entfernt. Die überschüssigen Kanonen wurden auf Handelsschiffen zur U-Bootabwehr installiert sowie als leichte Feldkanonen verwendet.
In der Anfangsphase des Zweiten Weltkriegs wurde die Kanone auch zum Schutz von Hafeneinfahrten und zum Objektschutz herangezogen, bis diese durch die dann verfügbaren QF 6 pounder 10 cwt Kanonen ersetzt werden konnten. In einigen Commonwealth-Staaten wie z. B. Australien wurden die Kanonen noch bis 1943 verwendet, bis auch sie durch die QF 6 pounder 10 cwt ersetzt wurden. Eine Kanone ist heute noch in Hongkong als sogenannte Noonday Gun im Einsatz.

### Verwendung auf Schiffen der Royal Navy
Verwendet wurde die QF 3 pounder Hotchkiss u. a. auf folgenden Schiffseinheiten:
- Trafalgar-Klasse Schlachtschiffe
- Hood Turmschiff
- Royal-Sovereign-Klasse Schlachtschiffe
- Centurion-Klasse Schlachtschiffe
- Majestic-Klasse Schlachtschiffe
- Canopus-Klasse Schlachtschiffe
- Formidable-Klasse Schlachtschiffe
- Duncan-Klasse Schlachtschiffe
- King-Edward-VII-Klasse Schlachtschiffe
- Lord-Nelson-Klasse Schlachtschiffe

### Verwendung auf Schiffen der Marine nationale
Verwendet wurde die Canon Hotchkiss à tir rapide de 47 mm u. a. auf folgenden Schiffseinheiten:
- Bouvet
- Suffren
- Charlemagne-Klasse Schlachtschiffe

### Verwendung auf Schiffen der US Navy
- Maine-Klasse Schlachtschiffe

### Verwendung auf Schiffen der Kaiserlich-Russischen Marine
Verwendet wurden die Canon Hotchkiss à tir rapide de 47 mm u. a. auf den folgenden Schiffseinheiten:
- Petropawlowsk-Klasse Schlachtschiffe
- Pereswet-Klasse Schlachtschiffe
- Admiral-Uschakow-Klasse Küstenpanzerschiffe
- Amur-Klasse Minenleger

## Munition
Die Bildtafeln zeigen von der Royal Navy verwendete Munition. Französische Munition ist baugleich und unterscheidet sich nur durch die Beschriftung.
|                        |                   |                              |
| 3pdr Munition ca. 1898 | Bodenzünder Mk IV | Sprenggranate Mk V N.T. 1914 |

## Noch vorhandene Exemplare
- The Jardines Noonday Gun an der Causeway Bay, Hongkong
- Eine Kanone bei the Royal Queensland Yacht Squadron, Manly, Queensland, Australien[1]
- Zwei Geschütze auf Krinolinenlafette (affût-crinoline) in der Casemate de l'Aschenbach,[2] einem Werk der Maginotlinie bei Uffheim, Oberelsass, Frankreich